# Phlugis convexitermina
Phlugis convexitermina är en insektsart som beskrevs av Nickle 2003. Phlugis convexitermina ingår i släktet Phlugis och familjen vårtbitare. Inga underarter finns listade i Catalogue of Life.